# Incheon
Incheon (API: /intɕʰʌn/, denumirea oficială e „Orașul Metropolitan Incheon” (인천광역시, Incheon Gwangyeoksi) este un oraș metropolitan, industrial, important port maritim situat pe țărmul vestic al Coreei de Sud, la 28 km vest de Seul. Mai precis, în N-V țării, fiind mărginit de capitala țării și de provincia sud-coreeană Gieonghi.

## Istoric
E o așezare locuită încă de pe vremea neoliticului, iar când și-a dobândit statutul de port maritim internațional în 1883 d.Hr., a avut numai 4.700 de locuitori. Azi, e al treilea cel mai aglomerat oraș sud-coreean.

## Personalități născute aici
- Lee Kang-in (n. 2001), fotbalist.